# لويس والكائنات الفضائية
لويس والكائنات الفضائية (بالألمانية: Luis und die Aliens) هو فيلم رسوم متحركة سنة 2018 من إخراج ولفجانج لوينشتاين، وكريستوف لوينشتاين، وشون ماكورماك.

## وصلات خارجية
- لويس والكائنات الفضائية على موقع IMDb (الإنجليزية)
- لويس والكائنات الفضائية على موقع روتن توميتوز (الإنجليزية)
- لويس والكائنات الفضائية على موقع بوكس أوفيس موجو (الإنجليزية)
- لويس والكائنات الفضائية على موقع فيلمافينيتي (الإسبانية)
- لويس والكائنات الفضائية على موقع قاعدة بيانات الفيلم (الإنجليزية)
- لويس والكائنات الفضائية على موقع ليتربوكسد (الإنجليزية)